# Rodolfo Valenzuela Núñez
Rodolfo Valenzuela Núñez (ur. 26 czerwca 1954 w Quetzaltenango) – gwatemalski duchowny rzymskokatolicki, od 2001 biskup Vera Paz.